# Jacob Baart de la Faille II

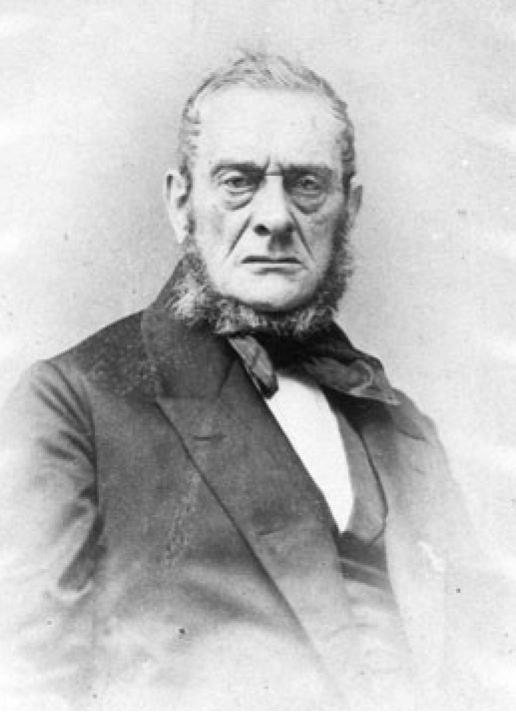
Jacob Baart de la Faille (1864)

Jacob Baart de la Faille (Groningen, 25 juli 1795 - Groningen, 19 mei 1867) was een hoogleraar Obstetrie, Hoogbeginselen der Algemene Therapie en Medica Forensis van 1832 tot 1865, en sinds 1837 ook hoogleraar Kinderziekte, Medicina Practica en Klinische Lessen aan de Faculteit der Medische wetenschappen van de Rijksuniversiteit Groningen.
Baart de la Faille was Ridder in de Orde van de Nederlandse Leeuw.

## Loopbaan
Naast hoogleraar genees- en verloskunde aan de Hogeschool, was Jacob Baart de la Faille belast met de leiding van het academisch oudheidkundig kabinet (de voorloper van het Universiteitsmuseum in Groningen) en president van de 'Commissie van geneeskundig toevoorzicht'.
Jacob Baart de la Faille stond aan de wieg van het Stads Armen-Ziekenhuis in Groningen, omdat het hem stoorde dat patiënten aanvankelijk werden geselecteerd op hun bruikbaarheid voor het academisch onderwijs.

## Studententijd
Jacob Baart de la Faille was de eerste Ab actis van de eerste senaat van het Groninger Studenten Corps 'Vindicat atque Polit'. Ook werd hij in zijn studententijd in de Vrijmetselarij ingewijd.

## Maatschappelijke betrokkenheid
Jacob Baart de la Faille was lid van de gemeentelijke Commissie voor Cholera-zieken en vanaf 1853 zat hij in de gemeenteraad van Groningen. Als vrijmetselaar was Baart de la Faille sterk betrokken bij de loge L'Union Provinciale, een uit 1772 stammende vrijmetselaarsloge. Bij deze Loge vervulde hij van 1856 tot zijn dood in 1867 de functie van voorzittend meester.
- Biografisch Portaal: 31187623
- Digitale Bibliotheek voor de Nederlandse Letteren: fail005
- Gemeinsame Normdatei: 11775109X
- International Standard Name Identifier: 0000 0000 1368 0018
- Library of Congress Control Number: n2014188531
- Nederlandse Thesaurus van Auteursnamen: 070211639
- Système universitaire de documentation: 127700196
- Virtual International Authority File: 30321944
- WorldCat: E39PBJvH8gYPX9dGvrfXY7wwG3